# Bad Lausick
Bad Lausick (bis 1913 offiziell Lausigk, umgangssprachlich auch Laus’sch) ist eine Stadt im Landkreis Leipzig in Sachsen und Sitz der Verwaltungsgemeinschaft Bad Lausick. Sie hat seit 1913 den Status einer Kurstadt (mit dem Namenszusatz „Bad“) und ist staatlich anerkannter Kurort im Freistaat Sachsen (Heilbad).

## Geographie

### Geographische Lage
Die Kleinstadt Bad Lausick liegt mitten im Sächsischen Burgen- und Heideland, am Rande des Landschaftsschutzgebietes Colditzer Forst, südlich der Stadt Grimma (13 km), östlich der Kreisstadt Borna (13 km) und westlich von Colditz (zwölf Kilometer). Die Parthe entspringt auf dem Gebiet des Ortsteils Glasten.

### Nachbarorte
|           | Otterwisch                                  | Grimma     |
| Kitzscher | Kompassrose, die auf Nachbargemeinden zeigt | Colditz    |
|           | Frohburg, Geithain                          | Königsfeld |

Die Gemarkung Bad Lausick, zu der neben Bad Lausick auch Köllsdorf gehört, grenzt im Norden an Lauterbach, im Westen an Etzoldshain, im Südosten an Reichersdorf, im Südwesten an Heinersdorf, im Westen an Wüstungsstein und im Nordwesten an Steinbach.

### Ortsgliederung
- Bad Lausick
- Ballendorf, 1368 erstmals urkundlich erwähnt
- Beucha, 1180 erstmals urkundlich erwähnt
- Buchheim, 1384 erstmals urkundlich erwähnt
- Ebersbach, 1349 erstmals urkundlich erwähnt
- Etzoldshain, 1104 erstmals urkundlich erwähnt
- Glasten, 1350 erstmals urkundlich erwähnt
- Heinersdorf, 1150 erstmals erwähnt
- Kleinbeucha, im 18. Jahrhundert entstanden
- Lauterbach, 1350 erstmals urkundlich erwähnt
- Steinbach, 1180 erstmals urkundlich erwähnt
- Reichersdorf, 1368 erstmals urkundlich erwähnt
- Stockheim, 1204 erstmals erwähnt
- Thierbaum, 1290 erstmals urkundlich erwähnt

Weiterhin gehören die wiederbesiedelten Wüstungen Wüstungsstein (Ortsteil Heinersdorf) und Köllsdorf (Ortsteil Bad Lausick) zu Bad Lausick.

## Geschichte

### Entwicklung vom 11. bis zum 18. Jahrhundert

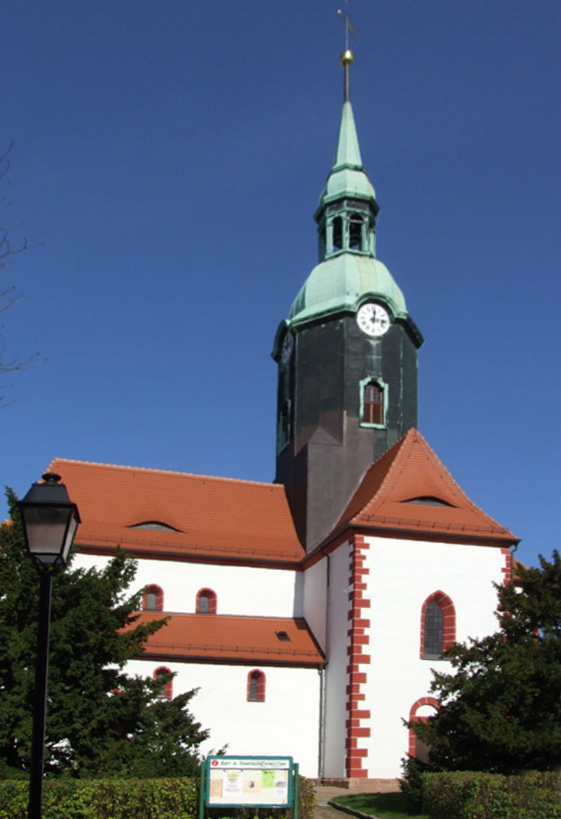
St.-Kilian-Kirche

Im Jahr 1096 wurde Bad Lausick als „Luzke“ erstmals urkundlich erwähnt. In weiteren Dokumenten erscheinen die Namen „Luzic“ (1181), „Luzich“ (1219) und „Lußigk“ (1414). Im Jahr 1497 wurde der Ort erstmals als „Laussigk“ bezeichnet. Im Jahr 1106 begann der durch Wiprecht von Groitzsch veranlasste Bau der St.-Kilian-Kirche und eines kleinen Klosters. Er stand unter der Aufsicht des Klosters Pegau. 1158 wurde der Ort unter dem Namen „Luzeche“ als befestigter Marktfleck bezeichnet. Es wird außerdem eine „Feste Lausick“ (Burg Lausick) neben anderen Burgen und befestigten Königshöfen 1158 in einem Tafelgüterverzeichnis des königlichen Reichslandes Pleißenland unter Friedrich Barbarossa erwähnt. Seit dem 12. Jahrhundert hatte Lausigk eine zentrale Funktion für die Region. Nach der Leipziger Teilung gehörte Laussigk ab 1485 zu Kursachsen mit dessen Hauptstadt Wittenberg. Nach der Einführung der Reformation im Jahr 1521 wurde 1529 erstmals der Schulbetrieb aufgenommen.
Bezüglich der Grundherrschaft unterstand das „Städtlein“ Lausigk im Jahr 1548 dem kursächsischen Amt Colditz. Im Jahre 1605 wurde dem Ort das Stadtrecht verliehen und im gleichen Jahr wurde der Ort bei einem Stadtbrand vollständig zerstört. Die Grundherrschaft lag in der Folgezeit beim Rat der Stadt. Während des Dreißigjährigen Krieges brach im Jahr 1633 im Ort die Pest aus und machte ihn fast unbewohnbar. 1637 und 1641 plünderten kaiserliche Truppen die Stadt. Nach historischen Aufzeichnungen brachen in den Jahren 1649, 1667, 1693 und 1719 weitere Stadtbrände aus, die immer große Schäden hinterließen. Bei dem Brand 1693 wurde die Stadt bis auf 22 kleine Häuser zerstört, 1719 blieben lediglich acht Häuser und 21 Scheunen nutzbar. Im Jahr 1736 wurde erstmals das alte Schulhaus vor der Kirche erwähnt. 1739 wurde das alte Rathaus gebaut und der Turm der Kirche errichtet. 1772 litt die Stadt wegen einer Missernte unter einer großen Hungersnot.

### Veränderung durch die Braunkohle im 19. Jahrhundert

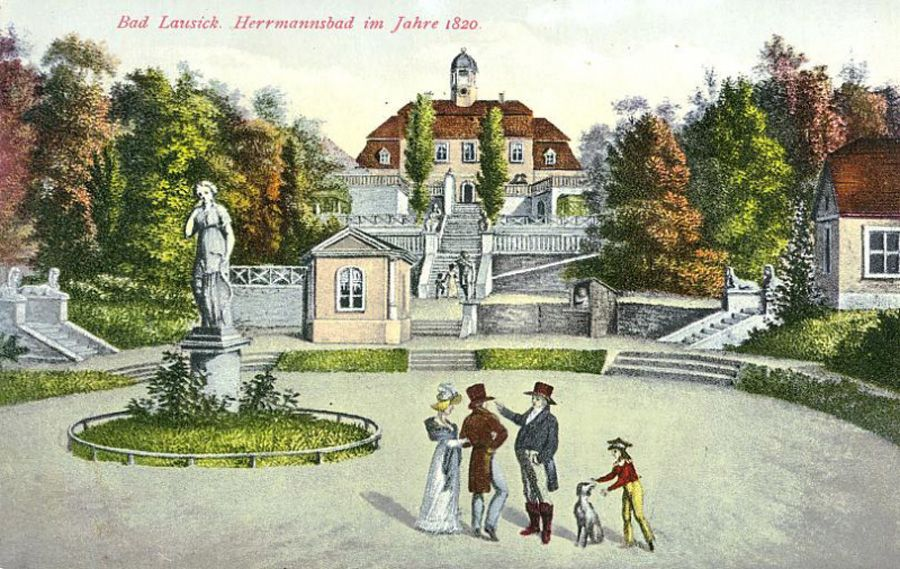
Das Herrmannsbad 1820

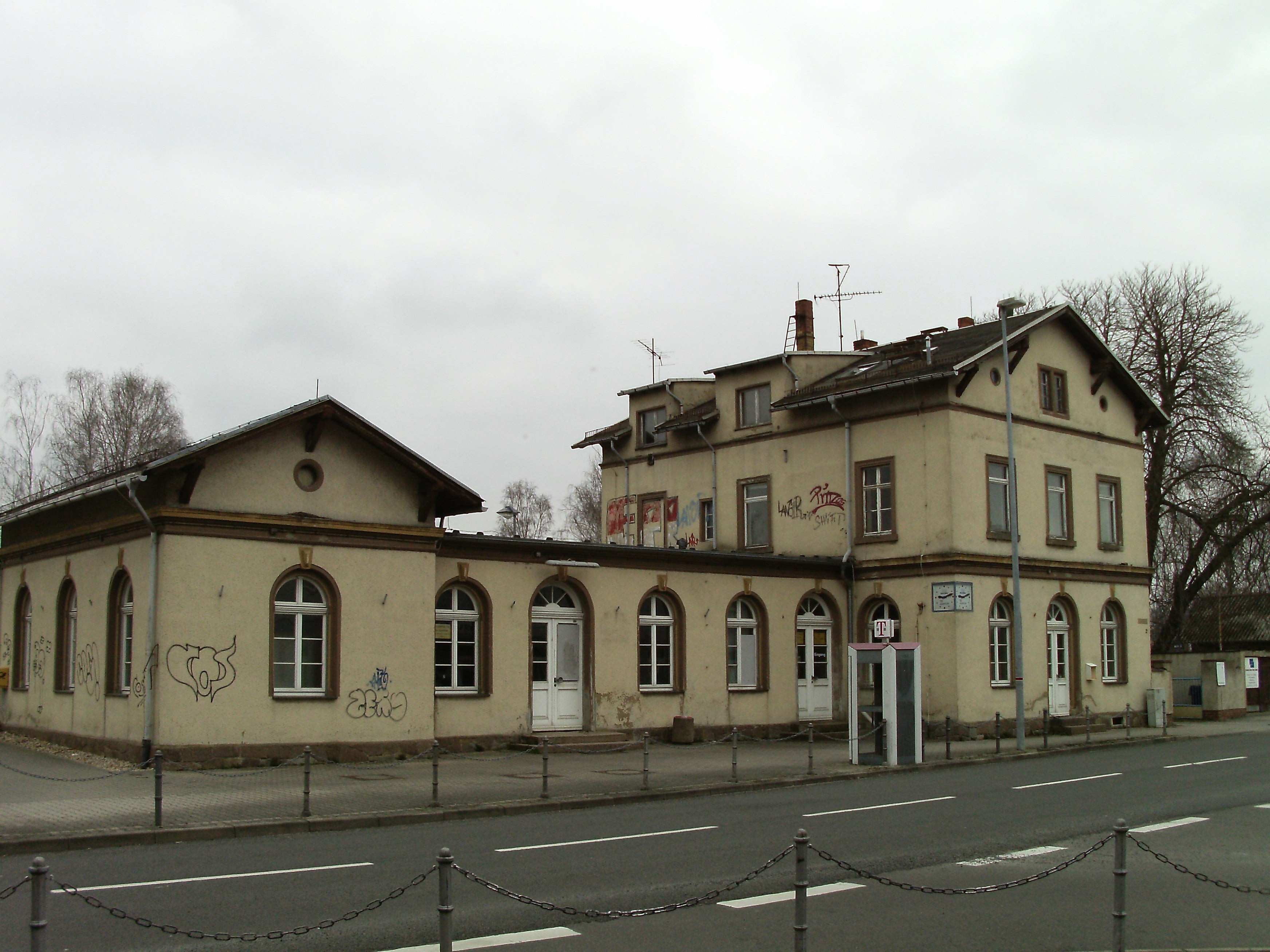
Bahnhof Bad Lausick, Empfangsgebäude

Um 1800 wurde mit dem Kohleabbau begonnen und erste Kalkbrennereien nahmen die Produktion auf. Beim Braunkohleabbau wurden 1820 Heilquellen entdeckt. Bereits ein Jahr später wurde mit dem nach seinem Gründer Gottlieb Friedrich Herrmann benannten Herrmannbad das erste Heilbad eröffnet. 1840 begann am Untermarkt der Bau einer Schule mit vier Klassenzimmern für 500 Schüler und vier Lehrerwohnungen.
Lausigk gehörte bis September 1856 zum kurfürstlich-sächsischen bzw. königlich-sächsischen Amt Colditz. Bei den im 19. Jahrhundert im Königreich Sachsen durchgeführten Verwaltungsreformen wurden die Ämter aufgelöst. Dadurch wurde Lausick im Jahr 1856 Sitz des Gerichtsamts Lausick. Ab dem 15. Oktober 1874 gehörte die Stadt zur Amtshauptmannschaft Borna. Im Jahr 1867 hatte Lausigk 3456 Einwohner, dazu gehörten auch 250 Söldner. 1878 ist als Blütezeit des Kohleabbaus und der Kalkbrennerei in und um Lausigk in den Annalen verzeichnet. In Köllsdorf gab es 36 Gruben und über 20 Kalkbrennöfen. 1882 ging das Herrmannsbad nach einem Ratsbeschluss in städtisches Eigentum über, es entwickelte sich zu einer für den Ort wichtigen Einrichtung. Der Kurpark wurde bereits 1880 im englischen Stil angelegt. Am 18. März 1882 gründete Johann Gottfried Becker das Traditionsunternehmen Textilhaus J. G. Becker in der Innenstadt. Der Neubau einer Bürgerschule mit 15 Klassenzimmern für 900 Kinder wurde 1886 begonnen.
Im Jahr 1887 erhielt Lausigk durch den Bau der Bahnstrecke Leipzig–Geithain Anschluss an das Eisenbahnnetz. 1890 hatte der Ort 3977 Einwohner, in diesem Jahr wurden bei einem Brand des Rathauses große Archivbestände vernichtet. Mit 25 Betrieben stand die Filzwarenproduktion in der Blüte. Es gab noch elf Braunkohlenwerke und fünf Kalkbrennereien. Weiterhin bestanden 30 Landwirtschaftsbetriebe, darüber hinaus verzeichnete die Statistik 20 Bäckereien, 25 Schuhmacher, 25 Schneider, 17 Weber, 10 Fleischer und 43 sonstige Handwerker sowie 23 Gaststätten. Ab etwa 1895 entwickelte sich die Tonindustrie, aus der später das Silikatwerk hervorging. Im Jahre 1897 wurde das neue Rathaus mit Postamt erbaut. Ein Jahr danach erfolgte der Bau eines Amtsgerichts.

### 20. Jahrhundert bis zur Gegenwart
Seit 1913 trägt die Stadt, nach über 100 Jahren Kurbetrieb, den Namen Bad Lausick. 1920 begann der Bau der Bahnstrecke Borna–Großbothen (Querbahn) auf dem Abschnitt Bad Lausick–Großbothen. 1928 wurde das Hermannsbad umgestaltet und modernisiert. Nach der Eingemeindung von Reichersdorf und Heinersdorf im Jahre 1935 hatte die Stadt 5083 Einwohner. 1937 wurde der Bahnabschnitt Bad Lausick–Neukirchen-Wyhra fertiggestellt. Seit Oktober 1937 verkehrten Personenzüge von Borna über Bad Lausick nach Großbothen, wodurch der Bahnhof Bad Lausick zu einem Umsteigebahnhof wurde. Bad Lausick entwickelte sich zu einem gut besuchten Kurort. 1939 wurde im Hermannsbad ein Lazarett der Wehrmacht eingerichtet, das dort bis 1945 bestand. Die Stadt blieb im Zweiten Weltkrieg von Luftangriffen verschont und erlitt keine Kriegszerstörungen. Ab 1948 wurde die Querbahn als Reparationsleistung abgebaut. Lediglich das Gleis von Bad Lausick nach Bad Lausick West (Heinersdorf) blieb als Anschlussgleis für ein Schamottewerk erhalten, es wurde bis zum Oktober 1952 noch befahren.

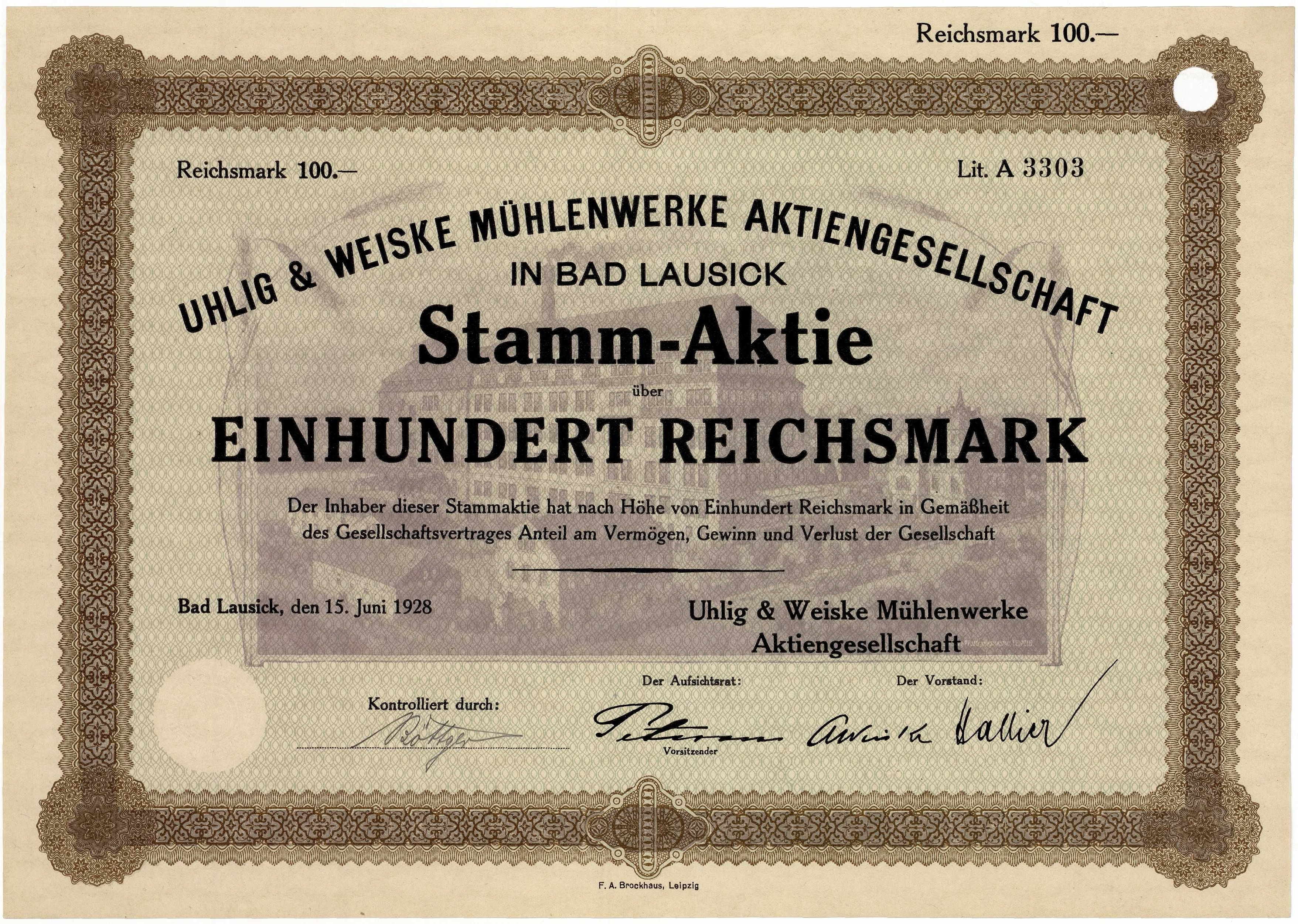
Aktie über 100 RM der Uhlig & Weiske Mühlenwerke AG vom 15. Juni 1928, aus denen der VEB Mühlenwerke hervorging.

Bad Lausick gehörte seit der zweiten Kreisreform in der DDR im Jahr 1952 zum Kreis Geithain im Bezirk Leipzig und wurde Sitz des Kreisgerichts. Als größte Einkaufsstätte wurde 1956 ein Konsum-Landwarenhaus am Markt eröffnet. 1957 konnte der ursprüngliche romanische Zustand der St.-Kilian-Kirche wiederhergestellt werden, sie erhielt eine Silbermann-Trampeli-Orgel von 1722. 1958 hatte die Stadt 7449 Einwohner und beging auf Grund einer Urkunde von Friedrich I. (Barbarossa) die 800-Jahr-Feier. In den Jahren bis 1962 wurde das nun als „Eisenvitriol- und Moorbad“ bezeichnete Kurbad grundlegend modernisiert. 1964 ersetzte der Fußgängertunnel die baufällige „Elefantenbrücke“ an der Badstraße, die später durch eine neue Brücke ersetzt wurde. In den Jahren 1967 und 1968 wurde die Schule an der Frohburger Straße mit acht Klassenzimmern und zwei Fachräumen erweitert. Ab 1972 wurde das Kurbad „Sanatorium für Herz-Kreislauf-Krankheiten“. Aus ehemals halbstaatlichen Betrieben entstanden der VEB Heimschuh (Kombinat Schuhe Weißenfels) und der VEB Mühlenwerke (Kombinat Getreidewirtschaft Leipzig). Die landwirtschaftlichen Produktionsgenossenschaften (LPG) von Bad Lausick, Ballendorf, Buchheim und Ebersbach wurden 1976 zur LPG Ernst Thälmann vereinigt. 1978 entstanden daraus die LPG (P) Karl Liebknecht und die LPG (T) Ernst Thälmann. Zwischen 1979 und 1988 wurde das Silikatwerk modernisiert und erweitert. 1987 feierte die Stadt das hundertjährige Bestehen der Eisenbahnlinie Leipzig–Geithain und begann 1988 die Umsetzung eines komplexen Wohnungsbauvorhabens im Neubauviertel, das 270 Wohnungen, eine Schule, eine Turnhalle und eine Kaufhalle umfasste.
Während der Wende-Zeit demonstrierten am 25. Oktober 1989 nach einem Friedensgebet rund 300 Personen mit Kerzen und Transparenten. Zeitgleich fand eine Stadtverordnetenversammlung statt, bei der die Demonstranten ihre Forderungen vortrugen und gegen die SED demonstrierten. Am 7. November 1989 demonstrierten rund 1000 Bürger in Bad Lausick und forderten auf Transparenten Reformen, Reisezahlungsmittel und freie Wahlen. Am 29. Januar 1990 fand der zweite Runde Tisch in Bad Lausick ohne Vertreter der SED-PDS statt. Dabei ging es um Amtsmissbrauch und Korruption, Fragen der Sicherheit und Bauvorhaben. Die damalige Bürgermeisterin bot an, Vertreter des Neuen Forums und der Sozialdemokratischen Partei in der DDR (SPD) in die Stadtverordnetenversammlung aufzunehmen.
Seit 1990 gehörte Bad Lausick zum sächsischen Landkreis Geithain. Am 1. Januar 1994 erfolgte die Umgliederung von Bad Lausick mit seinen Stadt- und Ortsteilen in den Landkreis Grimma, der am 1. August 1994 im Muldentalkreis aufging. Ebenfalls im Jahr 1994 erfolgte die Eingemeindung der Ortsteile Ballendorf, Buchheim, Ebersbach, Etzoldshain, Glasten, Lauterbach und Thierbaum. Im Jahr 1995 wurde das Kurhaus mit Kurmittelhaus, das Kurhotel und das Kur- und Freizeitbad Riff eröffnet. 1996 wurde auf Grund der Ersterwähnung im Jahr 1096 die 900-Jahr-Feier ausgerichtet. Ein neuer Thermalwasserbrunnen wurde zwei Jahre später erbohrt. Die Orte Steinbach, Beucha, Kleinbeucha und Stockheim wurden im Jahr 1999 eingemeindet. 2005 feierte die St.-Kilian-Kirche ihr 900-jähriges Bestehen, das 8. Landeserntedankfest und das 5. Landesblasmusikfest fanden in Bad Lausick statt. 2008 wurde ein Kur- und Stadtmuseum eingerichtet. Im August des gleichen Jahres wurde im Rahmen einer weiteren Kreisreform in Sachsen der Muldentalkreis aufgelöst und der Ort dem neuen Landkreis Leipzig zugeordnet.
Am 20. September 2011 entgleiste ein Regionalexpress auf der Strecke Chemnitz-Leipzig im Ortsteil Lauterbach durch die Kollision mit einem Auto auf dem Bahnübergang. Bei dem schweren Zugunglück wurden 49 Personen verletzt.
Die Kommune umfasst ein Areal von fast 70 Quadratkilometern und hat etwa 8300 Einwohner, der Kurbetrieb ist heute wieder der wichtigste Erwerbszweig der Stadt.

### Eingemeindungen

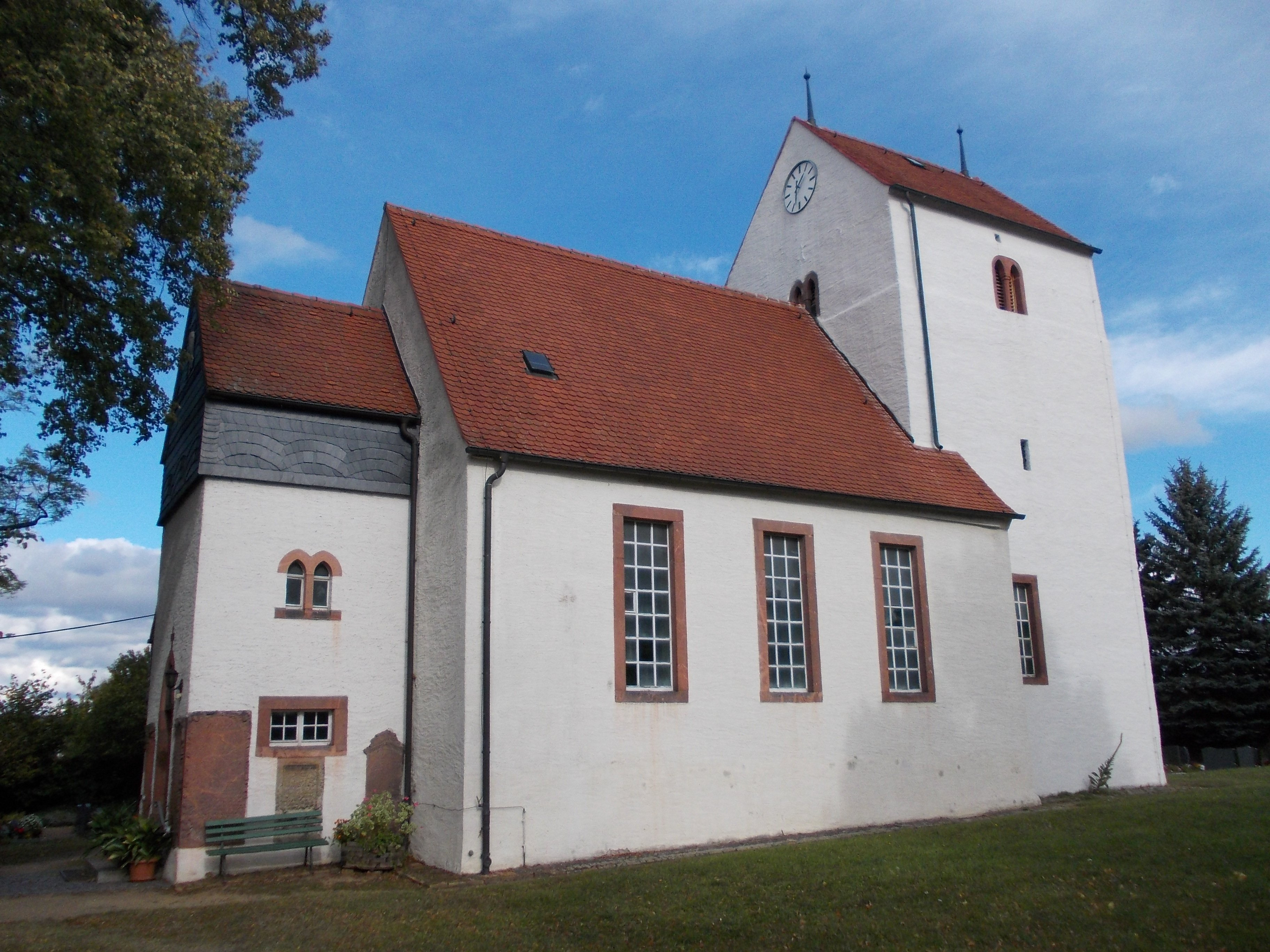
Kirche in Glasten

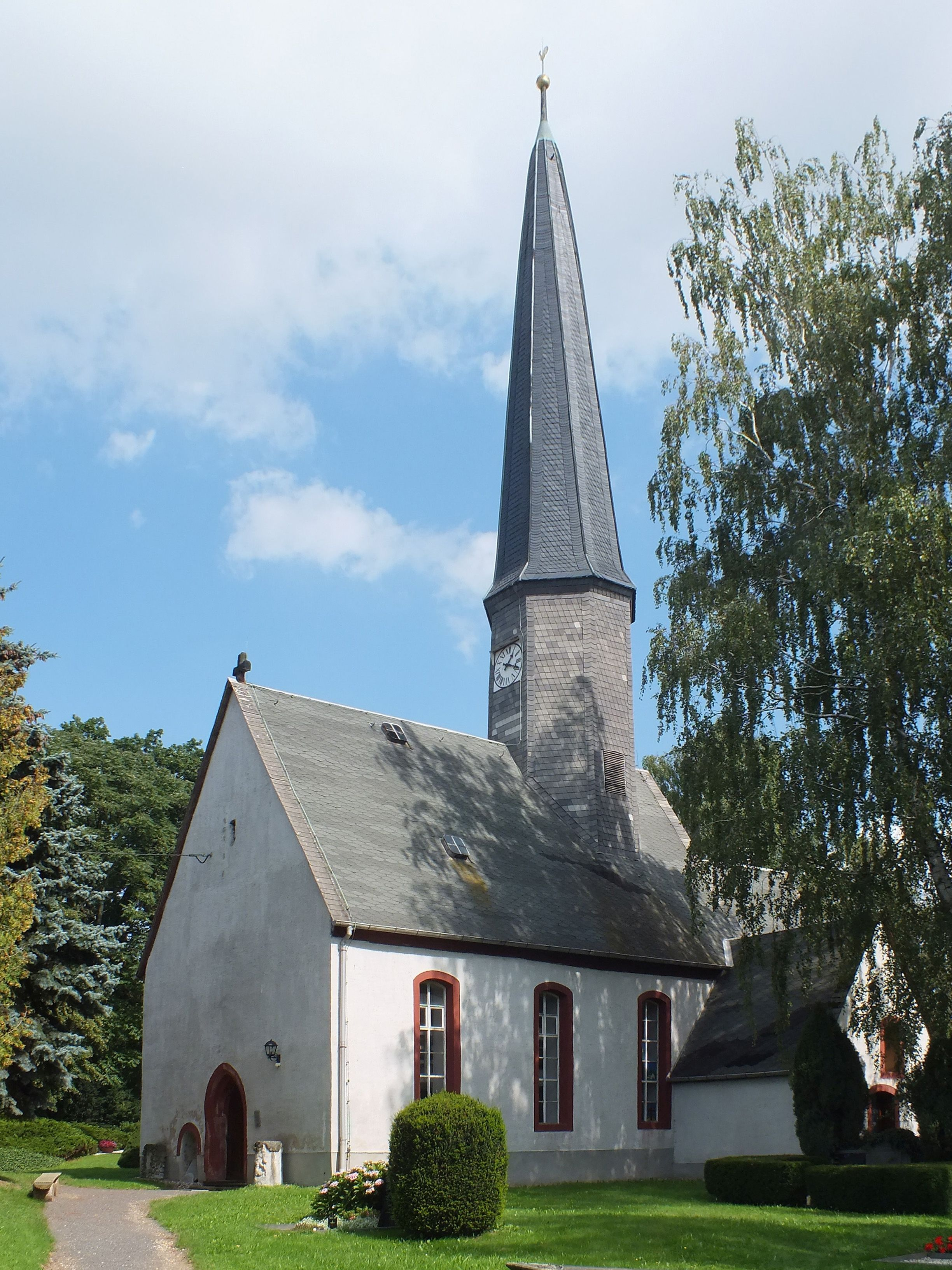
Kirche in Beucha

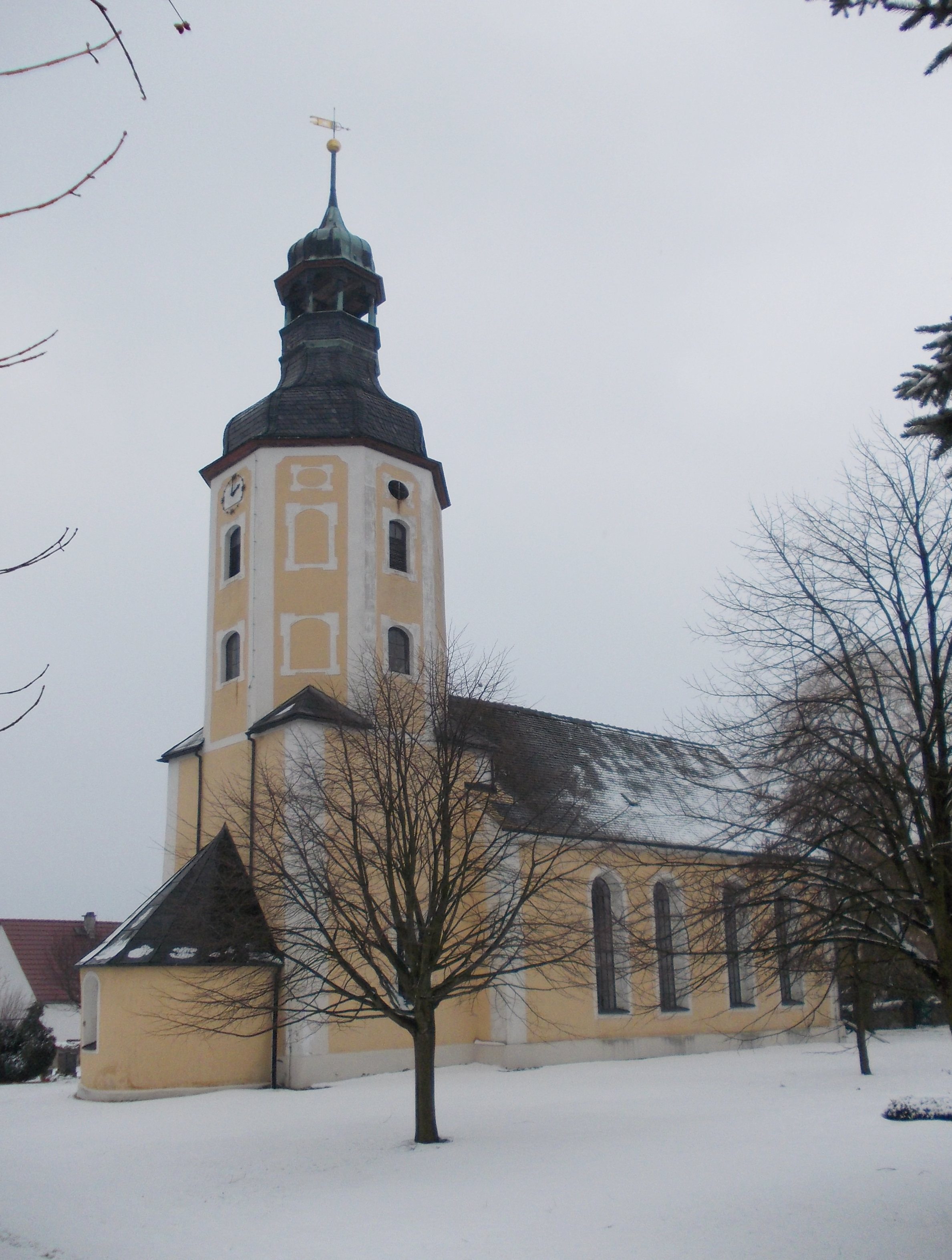
Kirche in Lauterbach

Bereits 1840, 1935, 1967 und 1972 gab es auf dem Gebiet der jetzigen Stadt Bad Lausick Gebietszusammenschlüsse. 1994 wurden sechs ehemals selbstständige Gemeinden eingegliedert. Thierbaum wurde von Nauenhain nach Bad Lausick umgegliedert, Steinbach folgte 1999.
| Ehemalige Gemeinde bzw. Gutsbezirk    | Datum                                         | Anmerkung |
| ------------------------------------- | --------------------------------------------- | --- |
| Ballendorf                            | 1. März 1994                                  | |
| Beucha, Gutsbezirk Rittergut          | um 1921                                       | Eingliederung in die Gemeinde Beucha |
| Beucha                                | 1. Januar 1967                                | Zusammenschluss mit Steinbach zu Beucha-Steinbach                                                                                          |
| Beucha-Steinbach                      | 1. Oktober 1972                               | Zusammenschluss mit Stockheim zu Steinbach                                                                                                 |
| Buchheim                              | 1. Januar 1994                                | |
| Staatsforstrevier Colditz, Gutsbezirk | 4. März 1949                                  | Teileingliederung in die Gemeinde Ebersdorf                                                                                                |
| Ebersbach, Gutsbezirk Gut             | um 1921                                       | Eingliederung in die Gemeinde Ebersbach |
| Ebersbach                             | 1. Januar 1994                                | |
| Etzoldshain                           | 1. Januar 1994                                | |
| Glasten                               | 1. Januar 1994                                | |
| Heinersdorf (mit Wüstungsstein)       | 1. Oktober 1935                               | |
| Köllsdorf                             | 1840                                          | |
| Lauterbach                            | 1. Januar 1994                                | |
| Reichersdorf                          | 1. Oktober 1935                               | |
| Staatsforstrevier Glasten, Gutsbezirk | 11. Dezember 1948                             | Teileingliederung in die Gemeinde Glasten                                                                                                  |
| Staatsforstrevier Glasten, Gutsbezirk | 21. Januar 1949                               | Teileingliederung in die Gemeinden Ballendorf, Etzoldshain und Glasten im Zuge der Bodenreform                                             |
| Steinbach, Gutsbezirk Rittergut       | um 1922                                       | Eingliederung in die Gemeinde Steinbach |
| Steinbach                             | 1. Januar 1967 1. Oktober 1972 1. Januar 1999 | Zusammenschluss mit Beucha zu Beucha-Steinbach, Wiedererrichtung durch Zusammenschluss mit Stockheim zur Gemeinde Steinbach, Eingemeindung |
| Stockheim                             | 1. Oktober 1972                               | Zusammenschluss mit Beucha-Steinbach zu Steinbach                                                                                          |
| Thierbaum                             | 1. Januar 1974 1. Januar 1994                 | Eingemeindung nach Nauenhain, Umgliederung von Nauenhain nach Bad Lausick                                                                  |

### Einwohnerentwicklung
| - 1697: 500 - 1790: 816 - 1867: 3456 - 1890: 3977 | - 1925: 3823 - 1935: 5083 - 1939: 5398 - 1958: 7449 | - 2007: 8754 - 2009: 8509 - 2010: 8486 - 2012: 8233 | - 2013: 8133 - 2014: 8057 - 2015: 8090 |

## Politik

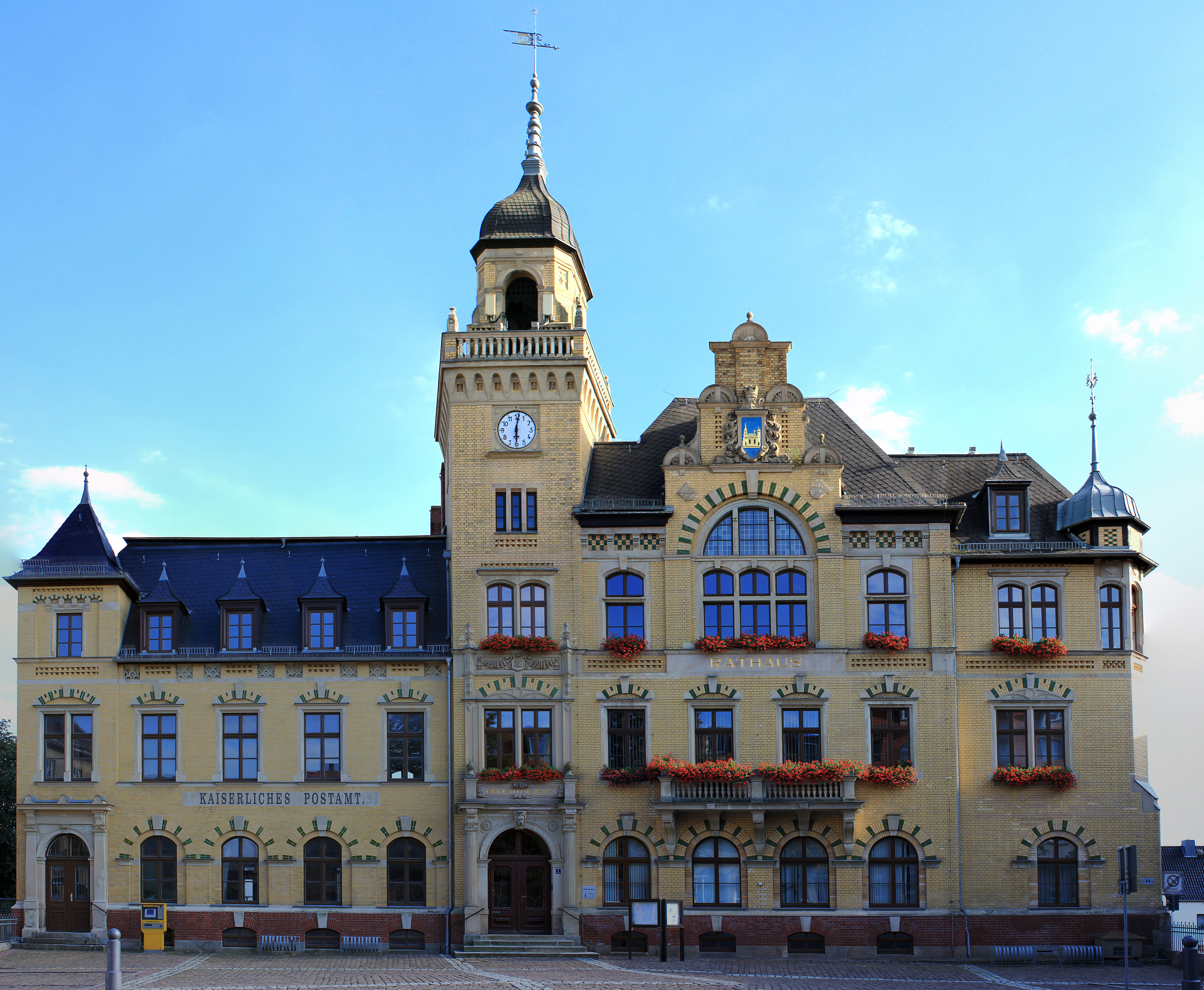
Rathaus Bad Lausick

### Stadtrat
Seit der Stadtratswahl am 9. Juni 2024 verteilen sich die 18 Sitze des Stadtrates folgendermaßen auf die einzelnen Gruppierungen:
| Stadtrat ab 2024Insgesamt 18 Sitze - Linke: 2 - SPD: 1 - UWV: 6 - FWS: 1 - CDU: 3 - AfD: 5 | Liste                             | 2024   | 2024   | 2019   | 2019   | 2014   | 2014   |
| Stadtrat ab 2024Insgesamt 18 Sitze - Linke: 2 - SPD: 1 - UWV: 6 - FWS: 1 - CDU: 3 - AfD: 5 | Liste                             | Sitze  | in %   | Sitze  | in %   | Sitze  | in %   |
| Stadtrat ab 2024Insgesamt 18 Sitze - Linke: 2 - SPD: 1 - UWV: 6 - FWS: 1 - CDU: 3 - AfD: 5 | Unabhängige Wählervereinigung     | 6      | 35,6   | 6      | 31,7   | 3      | 16,2   |
| Stadtrat ab 2024Insgesamt 18 Sitze - Linke: 2 - SPD: 1 - UWV: 6 - FWS: 1 - CDU: 3 - AfD: 5 | AfD                               | 5      | 27,1   | 4      | 22,4   | 1      | 11,3   |
| Stadtrat ab 2024Insgesamt 18 Sitze - Linke: 2 - SPD: 1 - UWV: 6 - FWS: 1 - CDU: 3 - AfD: 5 | CDU                               | 3      | 18,6   | 4      | 22,4   | 7      | 37,2   |
| Stadtrat ab 2024Insgesamt 18 Sitze - Linke: 2 - SPD: 1 - UWV: 6 - FWS: 1 - CDU: 3 - AfD: 5 | Linke                             | 2      | 9,2    | 3      | 17,7   | 5      | 25,6   |
| Stadtrat ab 2024Insgesamt 18 Sitze - Linke: 2 - SPD: 1 - UWV: 6 - FWS: 1 - CDU: 3 - AfD: 5 | Freie Wählervereinigung Steinbach | 1      | 5,9    | –      | –      | –      | –      |
| Stadtrat ab 2024Insgesamt 18 Sitze - Linke: 2 - SPD: 1 - UWV: 6 - FWS: 1 - CDU: 3 - AfD: 5 | SPD                               | 1      | 5,8    | 1      | 5,8    | 1      | 9,8    |
| Stadtrat ab 2024Insgesamt 18 Sitze - Linke: 2 - SPD: 1 - UWV: 6 - FWS: 1 - CDU: 3 - AfD: 5 | Wahlbeteiligung                   | 69,5 % | 69,5 % | 63,8 % | 63,8 % | 48,5 % | 48,5 % |

### Bürgermeister
- Michael Hultsch (parteilos) wurde am 7. Juni 2015 zum Bürgermeister gewählt. Am 12. Juni 2022 wurde er mit 98,2 % für eine zweite Amtszeit von den Wähler bestätigt.

| Wahl | Bürgermeister   | Vorschlag | Wahlergebnis (in %) |
| ---- | --------------- | --------- | ------------------- |
| 2022 | Michael Hultsch | Hultsch   | 98,2                |
| 2015 | Michael Hultsch | Hultsch   | 63,4                |
| 2008 | Josef Eisenmann | CDU       | 93,2                |
| 2001 | Josef Eisenmann | CDU       | 74,7                |
| 1994 | Josef Eisenmann | CDU       | 79,8                |

### Städtepartnerschaft
Seit 1990 ist das oberfränkische Baunach in Bayern Partnerstadt.

## Wirtschaft

### Kureinrichtungen

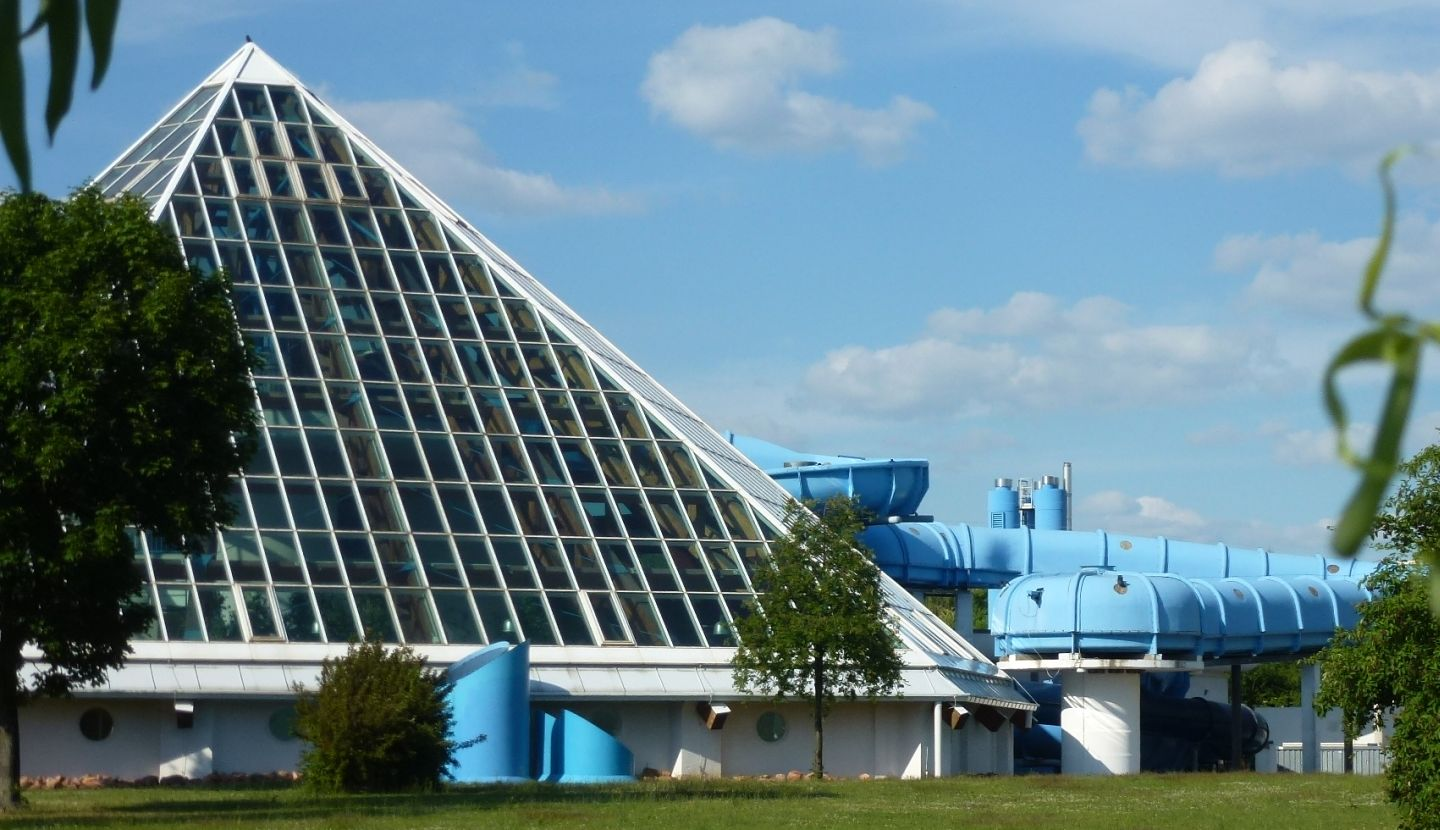
Kur- und Freizeitbad Riff
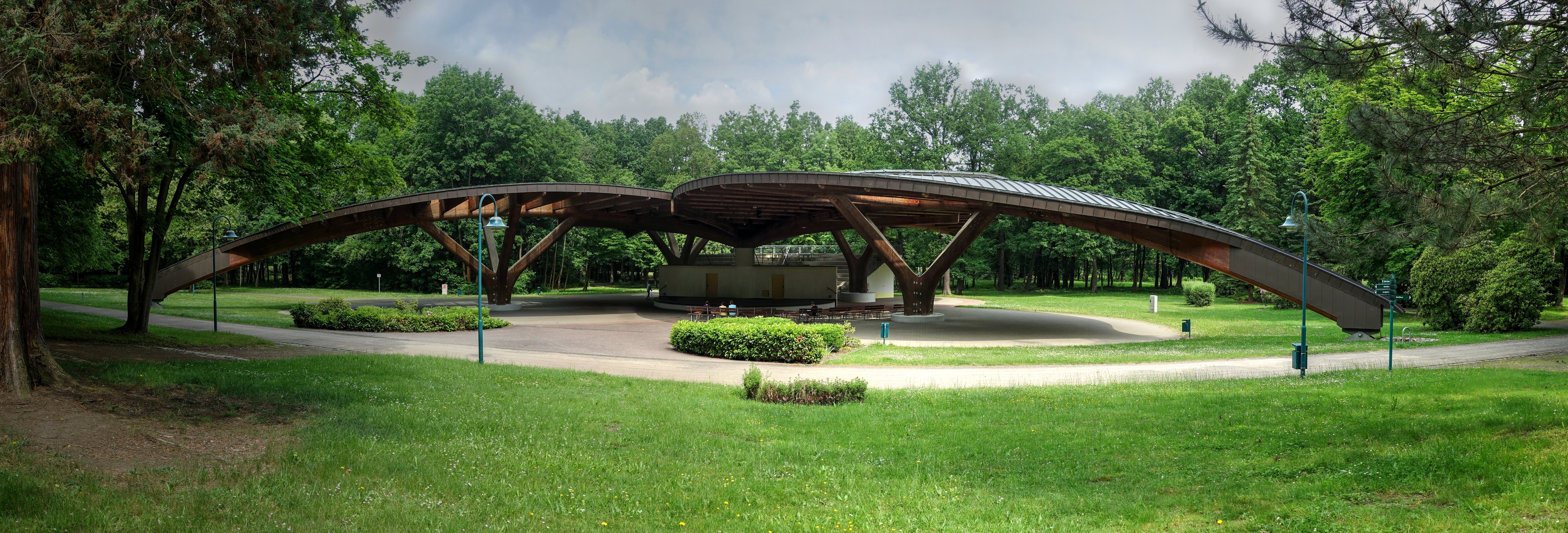
Freilichtbühne „Schmetterling“

Beim Braunkohleabbau wurde im Jahre 1820 im heutigen Gelände des Kurparks ein Heilwasser gefunden. Ein Jahr darauf begann bereits der Kurbetrieb im „Herrmannsbad“, benannt nach dem Entdecker des Wassers, dem Amtsrichter Gottlieb Friedrich Herrmann. Aus diesem Bad entstand später ein Herz-Kreislauf-Sanatorium. Nach der Wende wurde das Heilbad in „Herrmannsbadklinik“ umbenannt, die 1993 geschlossen wurde; das Kurhaus wurde abgerissen. 1995 konnten die ersten Gäste das neue Kurhaus mit Kurmittelhaus und Kurhotel, das neu errichtete Kur- und Freizeitbad „Riff“ sowie das Haus Herrmannsbad (zur benachbarten Sachsenklinik gehörend) besuchen. Die Freilichtbühne „Schmetterling“ steht im Kurpark an der Stelle des alten Kurhauses.
Der Thermalwasserbrunnen „Aqua Vitales“ wurde 2007 eingeweiht. Im Dezember des Jahres 2010 erhielt die Stadt Bad Lausick die Neuprädikatisierung als Heilbad.

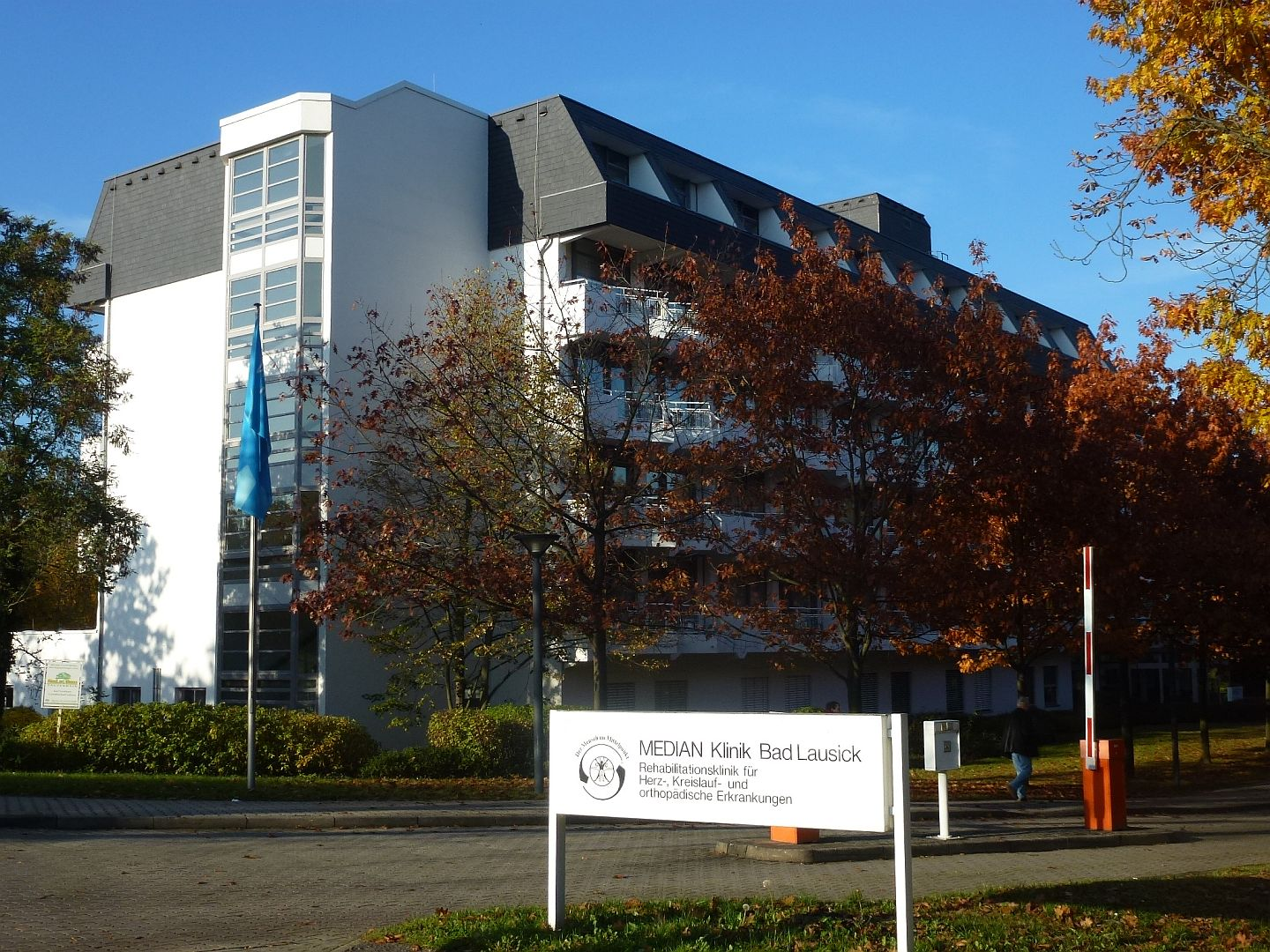
Median-Klinik
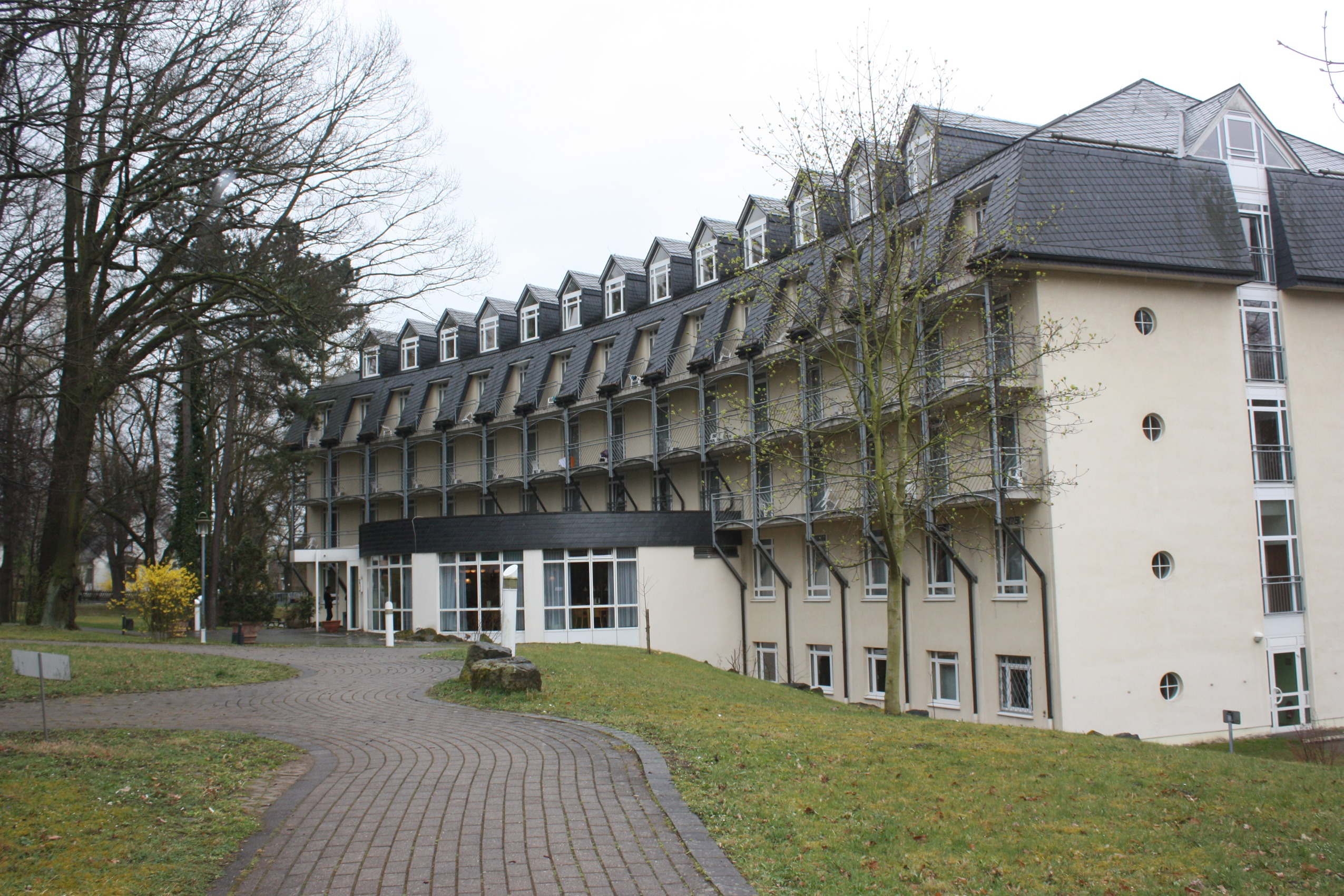
Sachsenklinik

### Kliniken
1993 wurden zwei private Rehakliniken eröffnet, die Median Klinik für Herz-Kreislauf-Erkrankungen und Orthopädie und die Sachsenklinik für Orthopädie, Neurologie und Psychosomatik als Tochter der Michels Kliniken.

### Sonstige Unternehmen
- rotstahl GmbH - Hochwertige Stahlmöbel
- Kerma Verbandstoff GmbH, gegründet am 4. April 1886 in Lausick.
- Reuter & Schreck Gebäudereinigung, gegründet am 1. April 1990
- BioSal Anlagenbau GmbH
- Jabitherm Rohrsysteme AG, Niederlassung Bad Lausick
- RWZ Solarenergie GmbH
- Textilhaus J. G. Becker OHG, gegründet am 18. März 1882
- Spedition A. Krötzsch GmbH&Co.KG

### Bildung
- Evangelische Schule für Sozialwesen „Luise Höpfner“ – Seminar für kirchlichen Dienst, gegründet 1953
- Oberschule „Werner Seelenbinder“, gegründet 1886
- Grundschule Bad Lausick, gegründet 1992
- Die Sächsische Bläserphilharmonie und die Deutsche Bläserakademie haben ihren Sitz in Bad Lausick.[19]

## Sport
Der KSV Bad Lausick e. V. ist ein Kraftdreikampfverein. Einige der hier wirkenden Sportler sind Mitglied im Kraftdreikampf-Nationalkader und nehmen regelmäßig an nationalen sowie internationalen Sportveranstaltungen im Kraftdreikampf teil. Der Verein wurde 1982 gegründet und richtet jährlich eine Vielzahl von Wettkämpfen aus.

## Verkehr
Die Bundesstraße 176 führt durch das Stadtgebiet von Bad Lausick. Die Stadt liegt im Verbundgebiet des Mitteldeutschen Verkehrsverbundes und ist durch die Regionalbus Leipzig sowie die THÜSAC Personennahverkehrsgesellschaft mit einer PlusBus- sowie weiteren Regionalbuslinien angebunden. Des Weiteren hat Bad Lausick mit dem Bahnhof Bad Lausick an der Bahnstrecke Leipzig–Geithain Eisenbahnanschluss. Dieser wird jeweils stündlich von der Regionalexpresslinie RE 6 Leipzig–Chemnitz sowie der Regionalbahnlinie RB 113 Leipzig–Geithain bedient. Von 1937 bis 1947 war der Bahnhof an die heute abgebaute Bahnstrecke Borna–Großbothen angebunden. An dieser existierte im Ortsteil Heinersdorf zusätzlich der Haltepunkt Bad Lausick West.

## Sehenswürdigkeiten

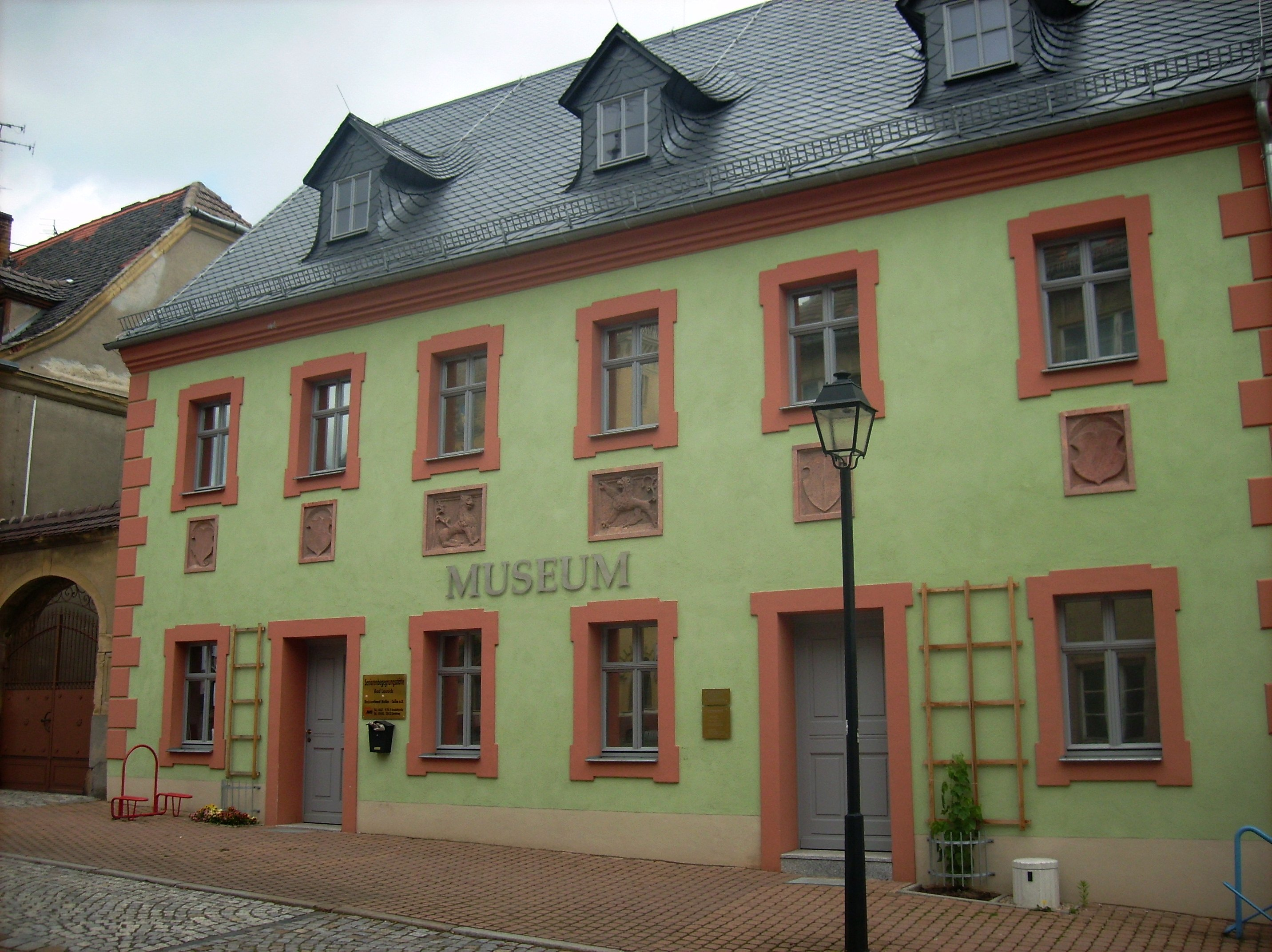
Kurmuseum

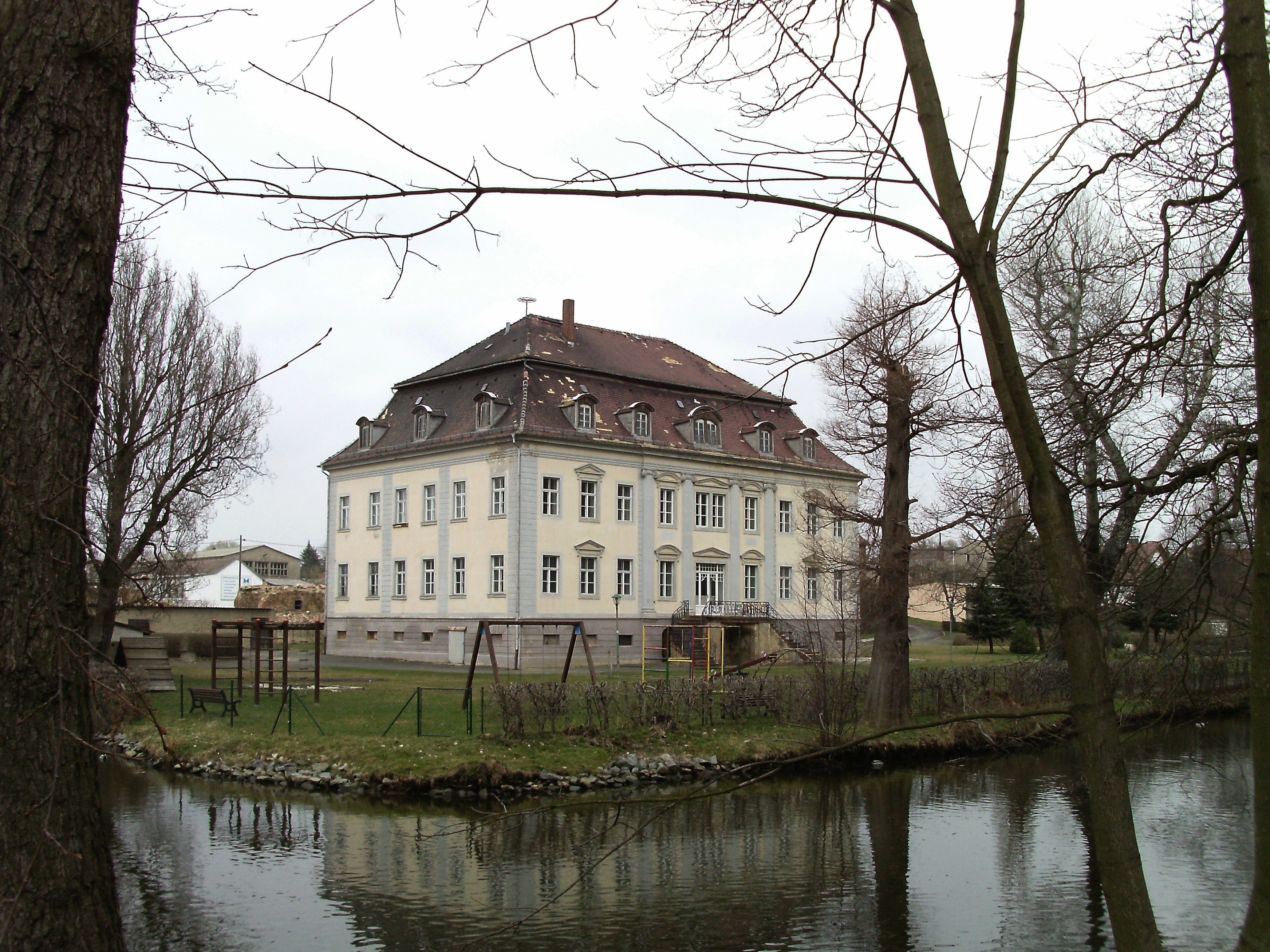
Schloss Steinbach

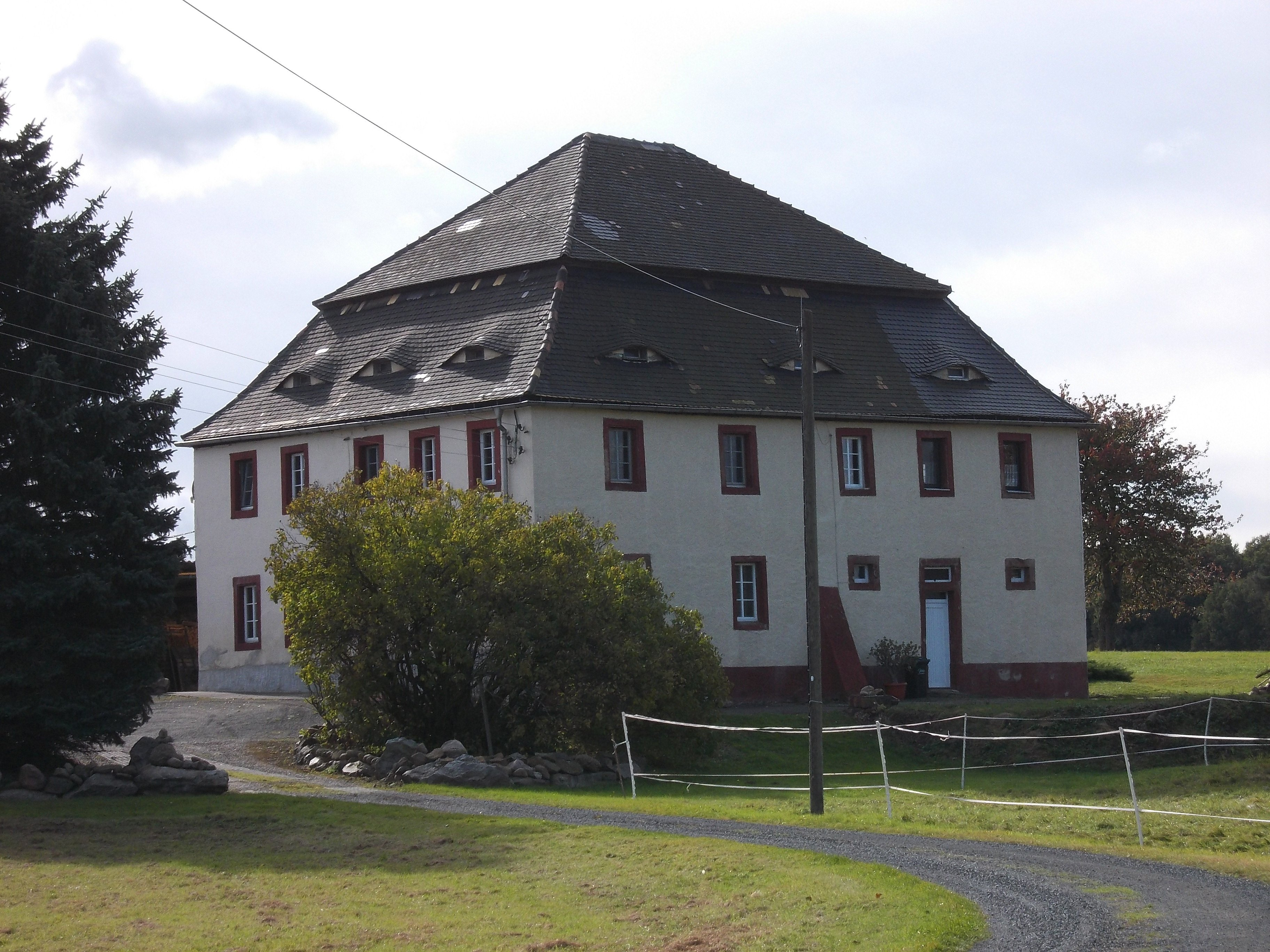
Herrenhaus in Glasten

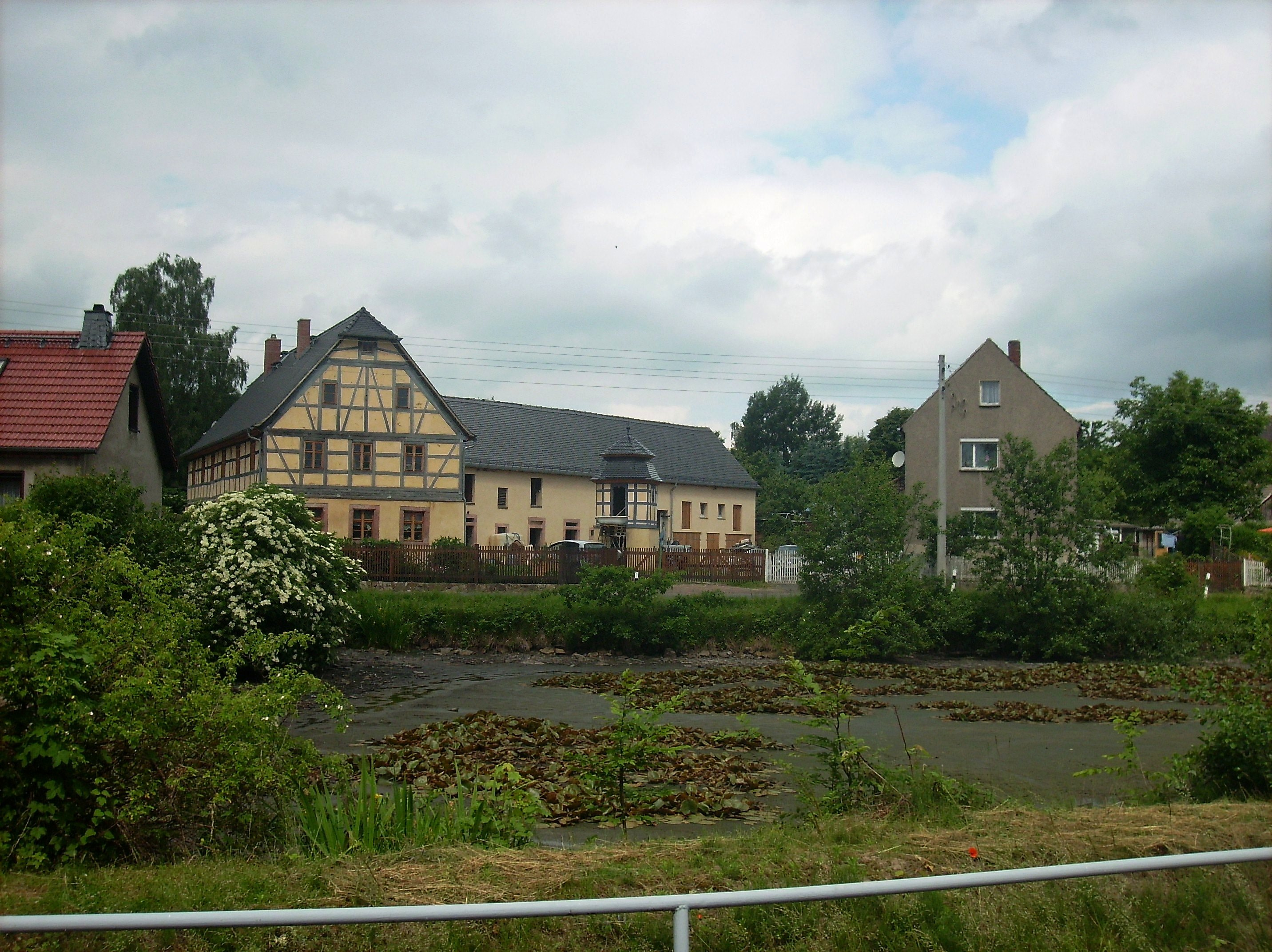
Fachwerkbau und Taubenhaus in Glasten

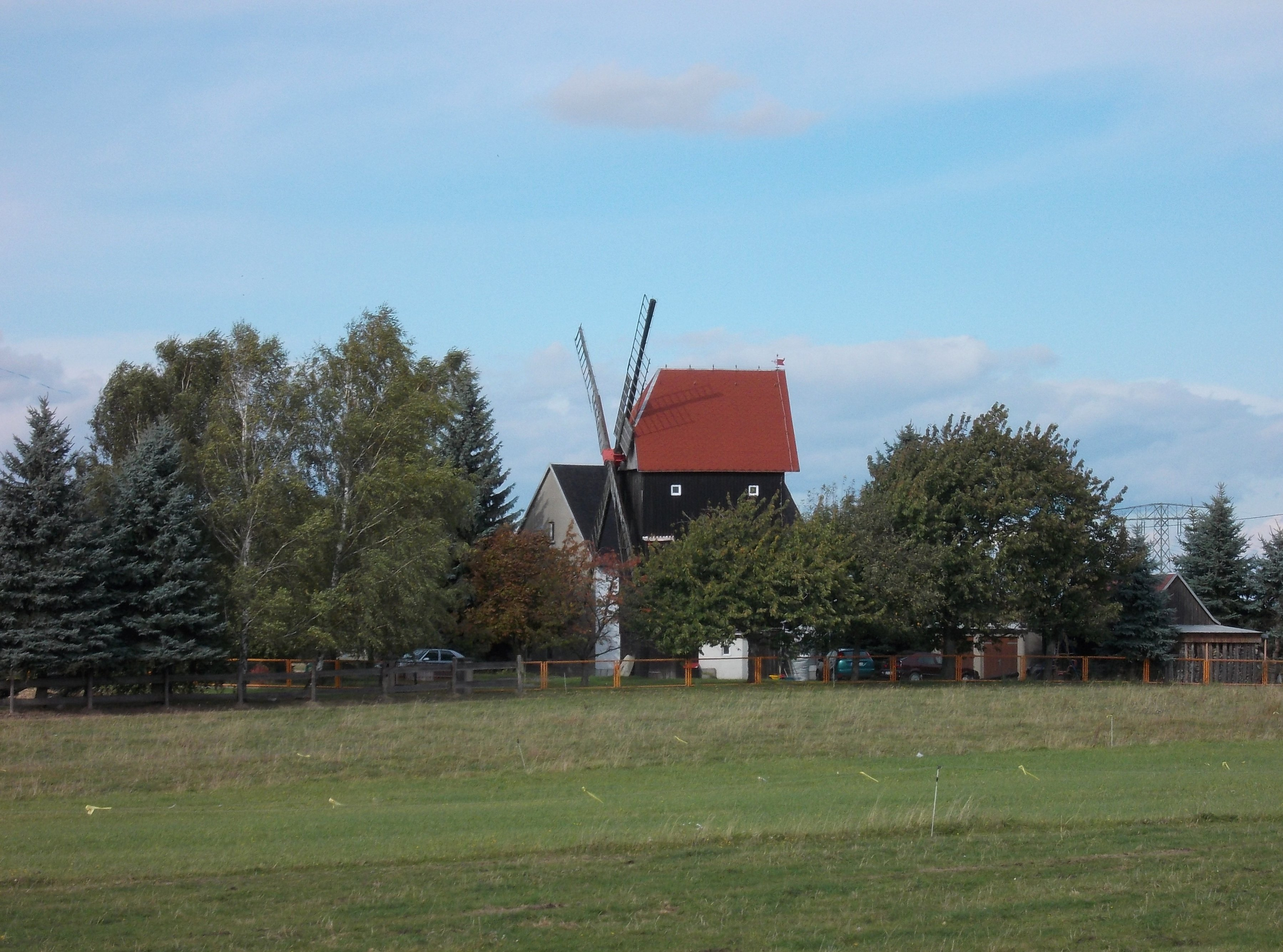
Ballendorfer Windmühle

- Romanische St.-Kilian-Kirche mit einer 1722 für die Chemnitzer Johanniskirche von Gottfried Silbermann gebauten und 1792 von Johann Gottlob Trampeli erweiterten Orgel.[20]
- Kur- und Stadtmuseum[21][22]
- Kur- und Freizeitbad Riff
- Kurpark mit Freilichtbühne „Schmetterling“
- Villenviertel Kurviertel im Jugendstil
- Rathaus
- Kirche Steinbach
- Schloss Steinbach
- Herrenhaus und Fachwerkhäuser in Glasten
- Colditzer Forst
- Bockwindmühlen Ballendorf und Ebersbach
- Mehrere Postmeilensäulen, siehe Kursächsische Ganzmeilensäule Bad Lausick, Kursächsische Halbmeilensäule Bad Lausick, Kursächsischer Viertelmeilenstein Bad Lausick

### Naturschutz
- Siehe auch: Liste der Naturdenkmale in Bad Lausick

## Söhne und Töchter der Stadt
- Friedrich Heinrich Wilhelm von Zollikofer (1737–1798), preußischer Generalmajor
- Karl Friedrich August Fritzsche (1801–1846), Theologe, geboren in Steinbach
- Franz von Fleischer (1801–1878), Botaniker
- Carl Friedrich Fischer (1809–1894), evangelisch-lutherischer Pfarrer und Autor
- Friedrich Küchenmeister (1821–1890), Mediziner und Freimaurer, geboren in Buchheim
- Moritz Erdmann Puffholdt (1827–1890), Stadtmusikdirektor in Dresden
- Paul von Seydewitz (1843–1910), sächsischer Kultusminister, geboren in Lauterbach
- Ernst von Seydewitz (1852–1929), sächsischer Finanzminister, geboren in Lauterbach
- Max von Seydewitz (1857–1921), sächsischer General der Infanterie
- Walther von Witzleben (1865–1949), sächsischer Generalmajor, geboren in Ebersbach
- Herbert Albert (1903–1973), Pianist und Dirigent
- Hannshubert Mahn (1903–1943), Kunsthistoriker
- Friedrich-Horst Schulz (1915–1982), Internist, Gerontologe und Hochschullehrer
- Horst Winkler (1929–1987), pathologischer Physiologe, Anästhesist und Intensivmediziner
- Renate Blaschke-Hellmessen (1931–2022), Mikrobiologin
- Wilfried Meyer (* 1938), Chemiker und Hochschullehrer
- Monika Reichardt (* 1956), Politikerin (CDU) und Landtagsabgeordnete in Sachsen
- Erik Majetschak (* 2000), Fußballspieler, der beim Bundesligisten RB Leipzig unter Vertrag steht